# Traisa
Traisa (dialettalmente: Traase) è una frazione del comune di Mühltal nel Circondario di Darmstadt-Dieburg in Assia.
Traisa è posta di fronte all'Odenwald nel parco naturale Geo-Naturpark Bergstraße-Odenwald nella zona geologica del granito. Ad ovest è lambita dalla strada federale 449. A sudest confina con la Odenwaldbahn (linea ferroviaria), presso la stazione "Bahnhof Mühltal" a nord di Nieder-Ramstadt, altra località di Mühltal.

## Storia
Il villaggio è menzionato per la prima volta nel 1316, quando la giurisdizione con tutti gli accessori fu ceduta irrevocabilmente al Kloster Höchst (monastero superiore).
Prima del 1376 il Kloster Höchst diede in pegno il villaggio ai conti di Erbach.
Nel 1420 Hademar da Laber e sua moglie Walpurga, nata contessa di Erbach, vendettero il villaggio a Ludovico III del Palatinato.
Nel 1527 Filippo I d'Assia diede al conte Eberhard von Erbach la propria quota di Seeheim (località di Seeheim-Jugenheim) in cambio di Traisa.
Il toponimo Traisa è cambiato più volte nel corso dei secoli:
Nieder-Treyse an der Trüssbruckin (1316)
Treyse (1420)
Obern Treysan; Nyddern Treysan (1451)
Dreyß; Dreiß (1506)
Niedern-Treyse; Ober-Treyse; Mittel-Treyse (1512)
Niederntreyßa; Obertreyßa (1527)
Nidern Treysa; Treysa (1571)
Traysa; Nieder-Traysa (1730)
Obern Treysan (1451)
Ober-Trayßer Hofgemarkung (1730)
Obertraisa
L'appartenenza ad enti locali sovraordinati è ugualmente cambiata nel tempo come segue:
1783: Nieder-Treysa all'ufficio di Darmstadt, ed anche Ober-Treysa, oggi Dippelshof.
al 1820: ufficio di Pfungstadt, che dal 1806 apparteneva alla provincia di Starkenburg del Granducato d'Assia.
dal 1821 al 1832: Landratsbezirk Reinheim della provincia di Starkenburg.
dal 1832 al 1848: Kreis Dieburg, con l'introduzione dei circondari nel Granducato d'Assia.
dal 1848 al 1852: Distretto di Dieburg, quando la provincia di Starkenburg fu suddivisa in distretti amministrativi.
dal 1852 al 1938: Kreis Darmstadt con la reintroduzione dei circondari nella provincia di Starkenburg.
dal 1938 al 1977: Landkreis Darmstadt. Nel corso della riforma locale del 1938 le tre province dell'Assia: Starkenburg, Rheinhessen e Oberhessen vennero convertite in circondari (Kreis).
dal 1977: Landkreis Darmstadt-Dieburg, sostituisce il Landkreis Dieburg nel corso della riforma locale dell'Assia del 1972—1977.
Questo invece è l'elenco delle autorità giudiziarie, competenti su Traisa, che si sono succedute nel tempo:
Zentgericht (corte centrale): Pfungstadt
1821: Landgericht Lichtenberg
1848: Landgericht Reinheim
1853: Landgericht Darmstadt
1879: Amtsgericht Darmstadt II
1932: Amtsgericht Darmstadt
Inizialmente c'erano tre insediamenti, cioè Nieder-, Mittel- e Ober-Traisa (diffusi toponimi germanici, rispettivamente corrispondenti ai nostri "di sotto", "centro" e "di sopra", da aggiungersi opportunamente a Traisa). Nel 1927 viene il quartiere di Dippelshof a nordest di Traisa. Nella zona di Dippelshof si suppone che si trovasse il villaggio abbandonato di Obertraisa.
Nell'ambito della già nominata seconda riforma locale dell'Assia, il 1 gennaio 1977 Traisa cessò di essere una municipalità indipendente e — assieme alle località di Frankenhausen, Nieder-Beerbach e Nieder-Ramstadt — si unì di diritto al nuovo comune di Mühltal.

## Società

### Evoluzione demografica
I principali dati demografici sono i seguenti:
1629: 11 nuclei familiari
1829: 476 abitanti
1939: 1 336 abitanti
1961: 2 447 abitanti
1970: 2 576 abitanti
| Popolazione di Traisa dal 1834 al 1967 |          |
| -------------------------------------- | -------- |
| Anno                                   | Abitanti |
| 1834                                   | 499      |
| 1840                                   | 514      |
| 1846                                   | 546      |
| 1852                                   | 541      |
| 1858                                   | 578      |
| 1864                                   | 599      |
| 1871                                   | 623      |
| 1885                                   | 632      |
| 1895                                   | 651      |
| 1905                                   | 712      |
| 1910                                   | 891      |
| 1925                                   | 1051     |
| 1939                                   | 1148     |
| 1946                                   | 1336     |
| 1948                                   | 2031     |
| 1950                                   | 2157     |
| 1956                                   | 2179     |
| 1961                                   | 2447     |
| 1967                                   | 2720     |

## Stemma
Il 13 giugno 1966 la municipalità di Traisa nel distretto di Darmstadt ottenne uno stemma con la seguente blasonatura: D'azzurro sopra un campo d'oro, tre stelle rosse a cinque punte occupano una traversa sovrastata da un brezel d'oro, in basso tre bande oblique scaccate di rosso e argento.

## Galleria d'immagini

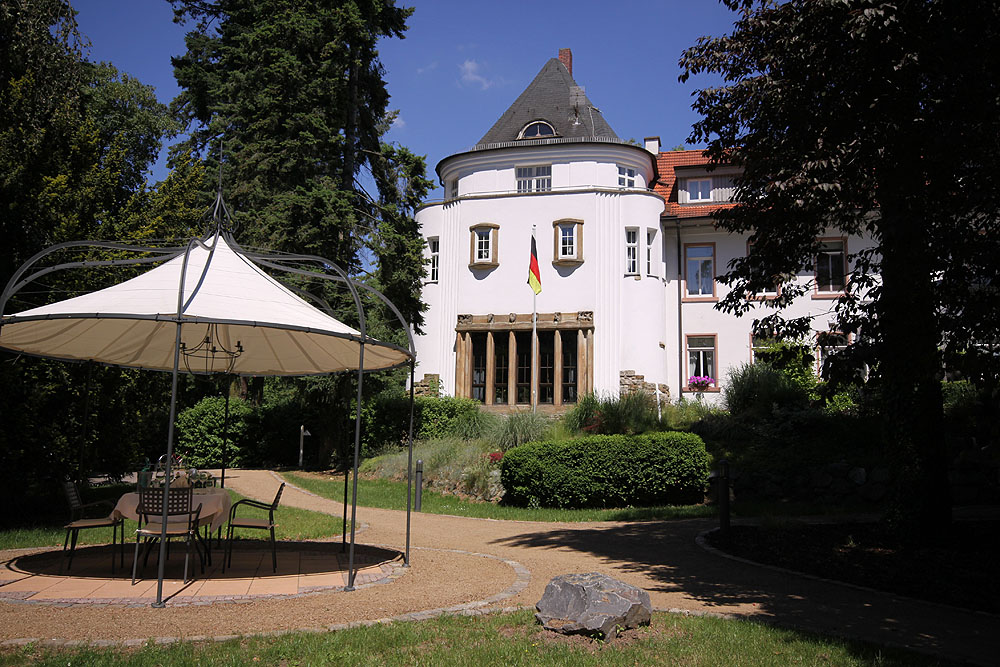
Dippelshof, Villa (2009)
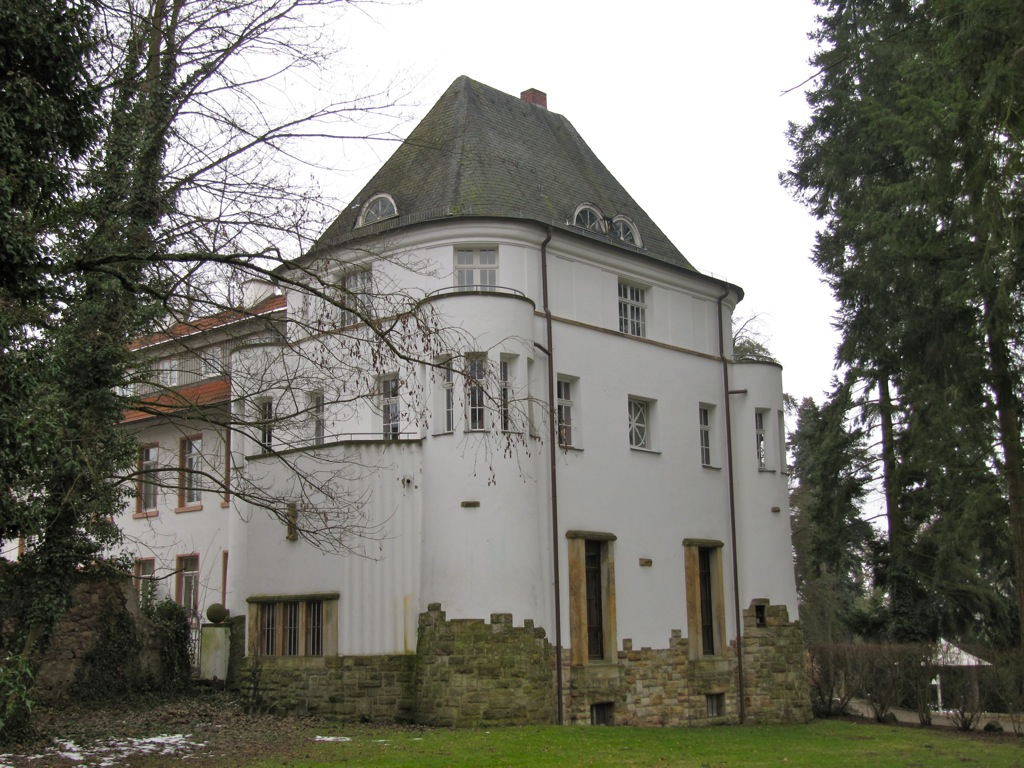
Hofgut Dippelshof (2013)
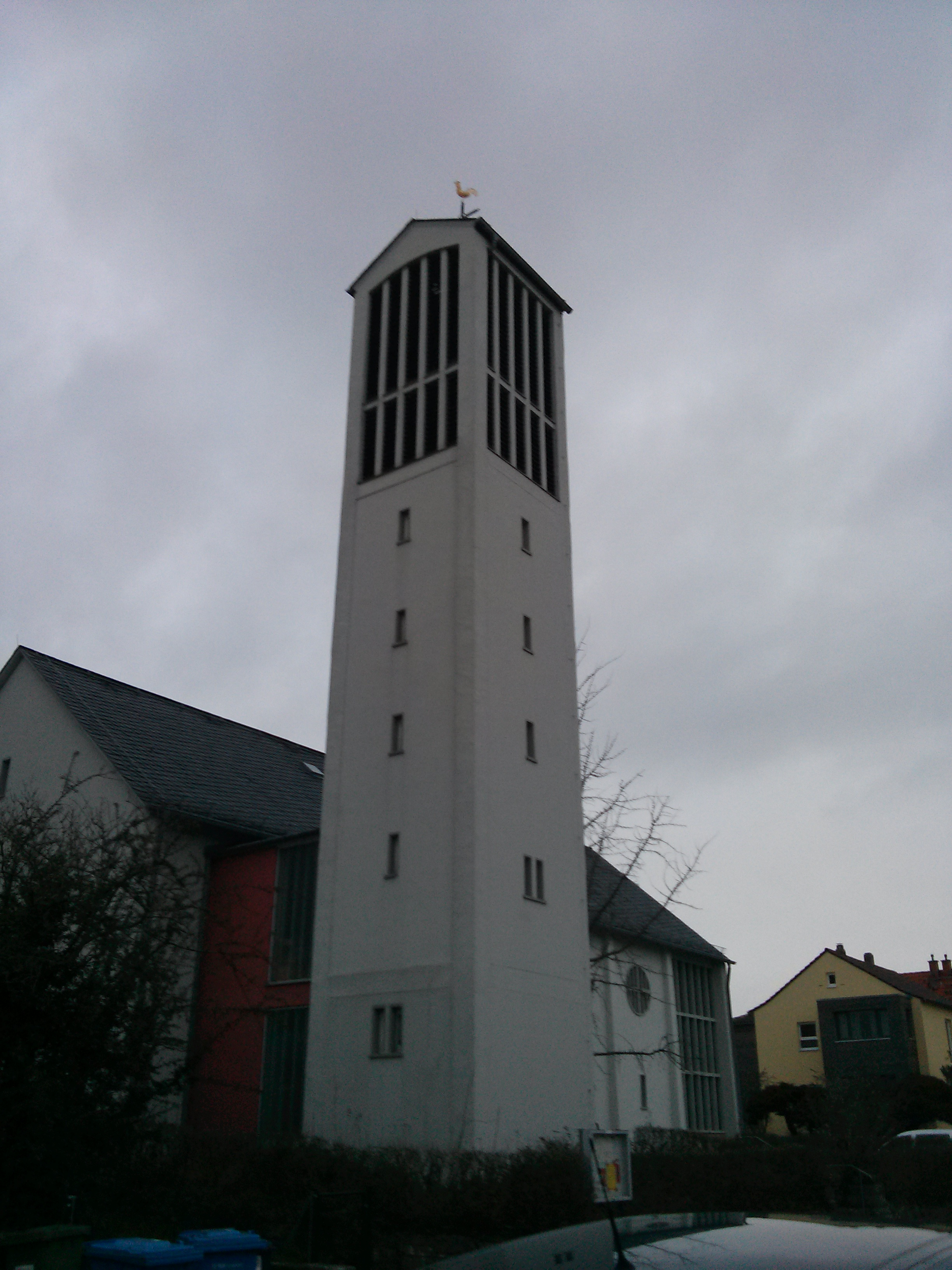
Chiesa evangelica di Traisa (2013)
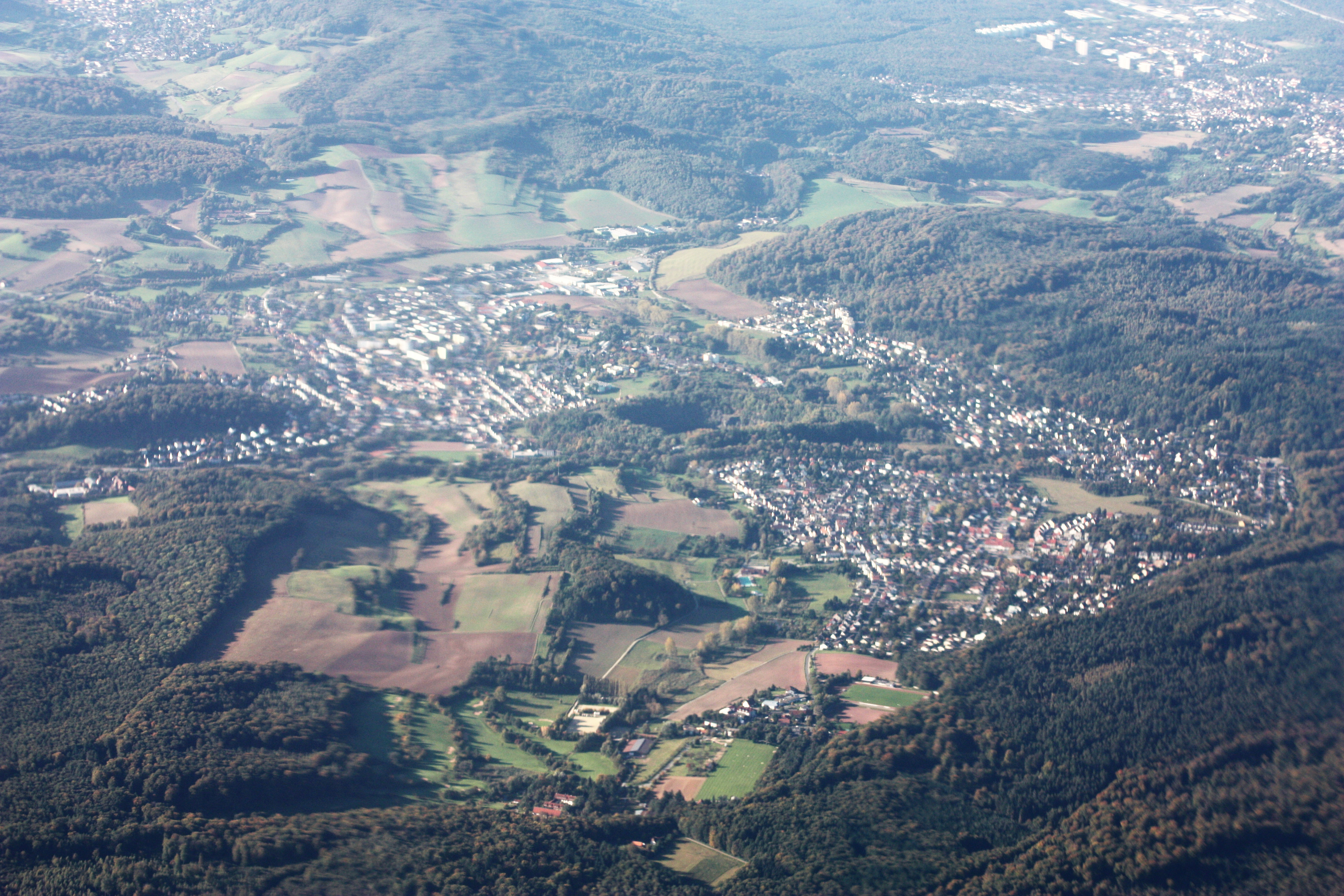
Veduta aerea di Traisa (in basso a destra) (2014)
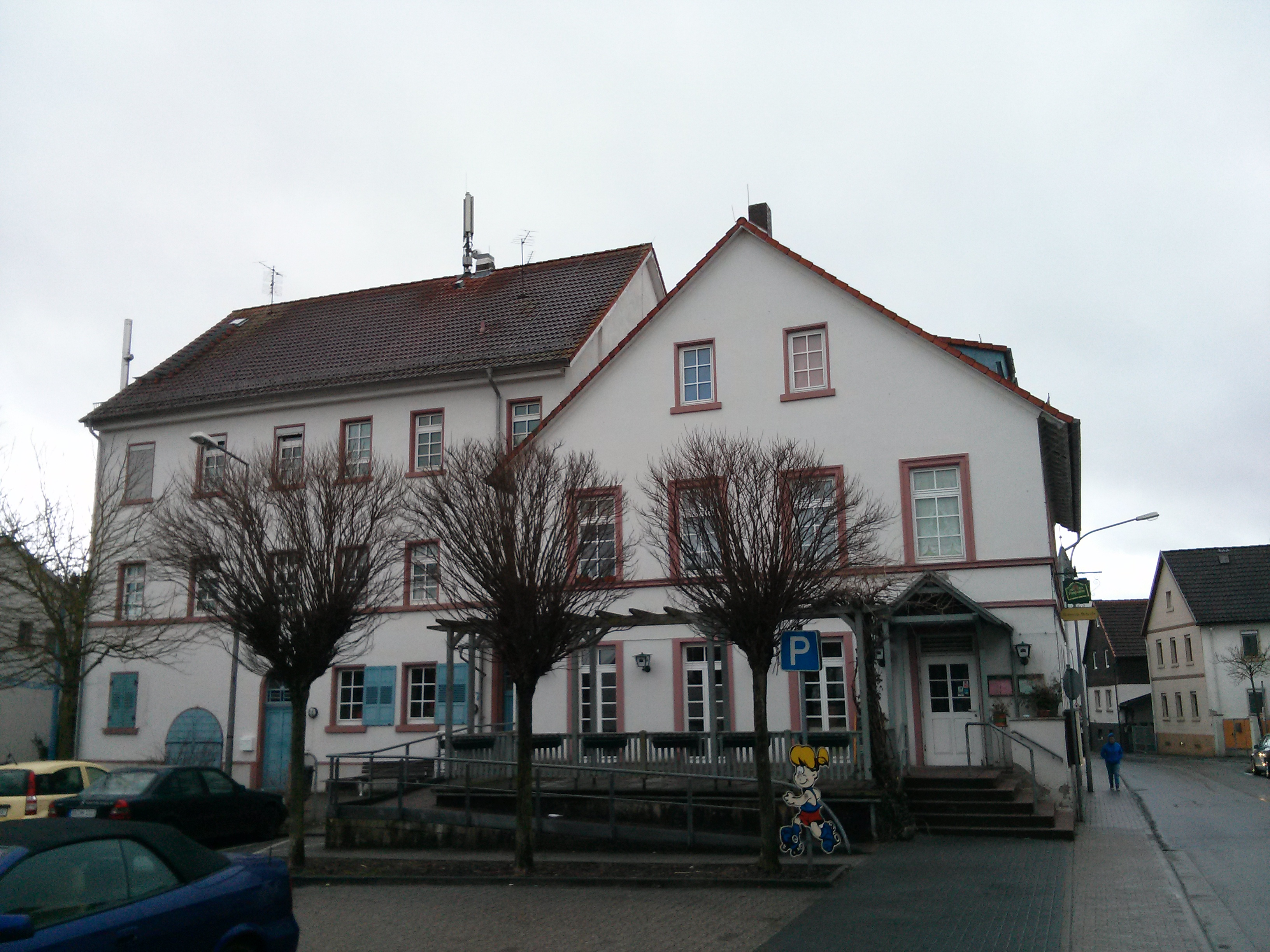
Datterichschänke (2013)
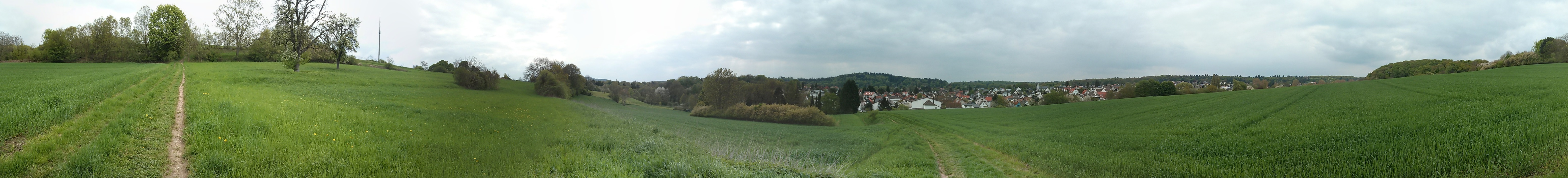
Panorama di Traisa (2013)